# Pordenone (pokrajina)
Pokrajina Pordenone (talijanski: Provincia di Pordenone, furlanski: Provincie di Pordenon) je jedna od četiri pokrajine u talijanskoj regiji Furlanija-Julijska krajina. Glavni i najvažniji grad pokrajine je Pordenone. 

## Zemljopis
Pokrajina graniči s pokrajinom Udine na sjeveru i istoku, te s regijom Veneto (pokrajina Belluno, pokrajina Treviso, pokrajina Venecija) na zapadu i jugu. Ova pokrajina osnovana je 1968. godine, odvajanjem od pokrajine Udine.

### Općine
Najveće od 51 općine (stanje 31. srpnja 2006.) u pokrajini su:
| Općina                  | Stanovništvo |
| ----------------------- | ------------ |
| Pordenone               | 51.028       |
| Sacile                  | 19.624       |
| Cordenons               | 18.104       |
| Porcia                  | 14.664       |
| Azzano Decimo           | 14.306       |
| San Vito al Tagliamento | 14.132       |
| Spilimbergo             | 11.720       |
| Maniago                 | 11.582       |
| Fiume Veneto            | 10.831       |
| Fontanafredda           | 10.531       |
| Aviano                  | 8.880        |
| Brugnera                | 8.630        |
| Zoppola                 | 8.285        |
| Casarsa della Delizia   | 8.280        |
| Prata di Pordenone      | 7.877        |
| Pasiano di Pordenone    | 7.564        |
| Caneva                  | 6.445        |

Najmanja općina je Barcis s 280 stanovnika.

## Galerija fotografija
- Pordenone
- Sacile
- Livenza blizu općine Sacile
- Livenza blizu općine Polcenigo

## Vanjske poveznice
- Karta općina u pokrajini
- Dvorci pokrajine
- Agrometeorološka mreža pokrajine  Arhivirana inačica izvorne stranice od 21. prosinca 2007. (Wayback Machine)